# 智慧城市

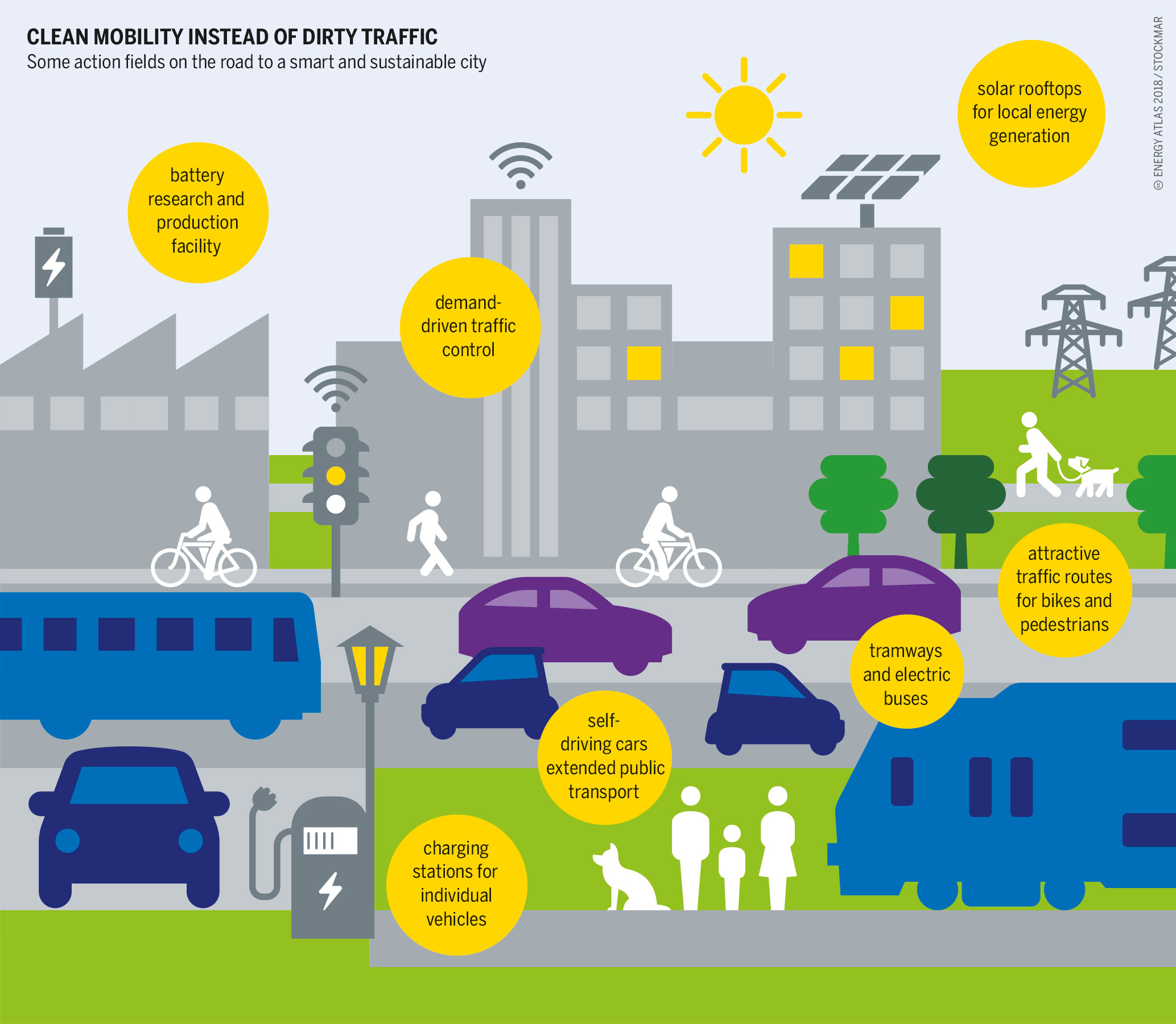

智慧城市（英語：Smart City）是指利用各種資訊科技或創新意念，整合城市的組成系統和服務，以提昇資源運用的效率，優化城市管理和服務，以及改善市民生活質素。智慧城市把新一代信息技术充分运用在城市的各行各业之中，是基于知识社会下一代创新（创新2.0）的城市信息化高级形态，实现信息化、工业化与城镇化深度融合，有助于缓解“大城市病”，提高城镇化质量，实现精细化和动态管理，並提升城市管理成效和改善市民生活質素。关于智慧城市的具体定义比较广泛，目前在国际上被广泛认同的定义是，智慧城市是新一代信息技术支撑、知识社会下一代创新（创新2.0）环境下的城市形态，强调智慧城市不仅仅是物联网、云计算等新一代信息技术的应用，更重要的是通过面向知识社会的创新2.0的方法论应用，构建用户创新、开放创新、大众创新、协同创新为特征的城市可持续创新生态。
智慧城市通过在人力和社会资本，以及在交通和信息通讯基础设置上的投资来推动可持续经济增长和高生活质量，并且通过参与式的管理对上面的资源及自然资源进行科学的管理。一些智慧城市建设的先行城市也越来越突出以人为本的可持续创新，比如欧盟启动了面向知识社会创新2.0的Living Lab计划，致力于围绕市民需求将城市建设为各方共同参与的开放创新空间，比如维也納大學对城市体系评价的六个指标，即智慧的经济、智慧的运输业、智慧的环境、智慧的居民、智慧的生活和智慧的管理等六个方面。目前，智慧城市的建设是信息技术、城市规划等领域的热点问题。

## 理念起源
智慧城市的概念最早源于IBM提出的“智慧地球”这一理念，此前类似的概念还有數位城市等。2008年11月，恰逢2007年－2012年环球金融危机伊始，IBM在美国紐約发布的《智慧地球：下一代领导人议程》主题报告所提出的“智慧地球”，即把新一代信息技术充分运用在各行各業之中。
具体地说，“智慧”的理念就是透過新一代信息技术的应用使人类能以更加精细和动态的方式管理生产和生活的状态，通过把传感器嵌入和装备到全球每个角落的供电系统、供水系统、交通系统、建筑物和油气管道等生产生活系统的各种物体中，使其形成的物联网与互联网相联，实现人类社会与物理系统的整合，而后透過超級電腦和雲端運算将物联网整合起来，即可实现。此后这一理念被世界各国所接纳，并作为应对金融海啸的经济增长点。同时，发展智慧城市被认为有助于促进城市经济、社会与环境、资源协调可持续发展，缓解“大城市病”，提高城镇化品質.
基于国际上的智慧城市研究和实践，“智慧”的理念被解读为不仅仅是智能，即新一代信息技术的運用，更在于人体智慧的充分参与。推动智慧城市形成的两股力量，一是以物联网、雲端運算、行動網路为代表的新一代信息技术，二是知识社会环境下逐步形成的开放城市创新生态。一个是技术创新层面的技术因素，另一个则是社会创新层面的社会经济因素。中國清华大学公共管理学院副院长孟庆国教授提出，新一代信息技术与创新2.0是智慧城市的两大基因，缺一不可。

## 特征
在IBM的《智慧的城市在中国》白皮书中，基于新一代信息技术的应用，对智慧城市基本特征的界定是：全面物联、充分整合、激励创新、协同运作等四方面。即智能传感设备将城市公共设施物联成网，物联网与互联网系统完全对接融合，政府、企业在智慧基础设施之上进行科技和业务的创新应用，城市的各个关键系统和参与者进行和谐高效地协作。《创新2.0视野下的智慧城市》强调智慧城市不仅强调物联网、云计算等新一代信息技术应用，更强调以人为本、协同、开放、用户参与的创新2.0，将智慧城市定义为新一代信息技术支撑、知识社会下一代创新（创新2.0）环境下的城市形态。智慧城市基于全面透彻的感知、宽带泛在的互联以及智能融合的应用，构建有利于创新涌现的制度环境与生态，实现以用户创新、开放创新、大众创新、协同创新为特征的以人为本可持续创新，塑造城市公共价值并为生活其间的每一位市民创造独特价值，实现城市与区域可持续发展。因此，智慧城市的四大特征被总结为：全面透彻的感知、宽带泛在的互联、智能融合的应用以及以人为本的可持续创新。亦有学者认为智慧城市应该体现在维也纳大学评价欧洲大中城市的六个指标，即智慧的经济、智慧的运输、智慧的环境、智慧的居民、智慧的生活和智慧的管理等六个方面。

## 发展
2008年，奥巴马就任美国总统后，便对IBM的“智慧地球”概念做出积极回应，将纳入国家战略和应对金融危机的经济新的增长点。
随后出于商业目的，IBM提出“智慧的城市在中国突破”的战略，并相继与中国大陆的多个省市签署了“智慧城市”共建协议，使得“智慧地球”“智慧城市”等新概念引起各界广泛关注。为应对智慧城市建设的趋势，中华人民共和国住房和城乡建设部发布了《国家智慧城市试点暂行管理办法》，工业和信息化部也在酝酿相关标准。
截止到2012年，施耐德电气已在全球包括中国、印度、欧洲、美国、南美等国家和地区的200多个城市完进行了智慧城市的建设。
2012年12月，中国工程院组织起草并发布的《中国工程科技中长期发展战略研究报告》将智能城市列为中国面向2030年的30个重大工程科技专项之一。
2017年，香港特區政府公布《香港智慧城市藍圖》，旨在透過智慧城市的發展模式解決人口老化、交通擠塞、環境保護等問題，並運用先進科技應對未來的新挑戰，包括氣候變化和碳中和等議題。
2020年，香港特區政府公布《香港智慧城市藍圖》的第二版《藍圖2.0》，其中提出了超過130項措施，並將其歸納為智慧出行、智慧生活、智慧環境、智慧市民、智慧政府和智慧經濟六個範疇。

## 平台技術
智慧城市有助推動城市的可持續發展，令發展與環保之間取得良好平衡，從而打造一個「智慧環境」。在城市規劃上，透過網絡和遙距監控技術，政府可充分掌握及分析城市的天氣狀況、資源運用的程度和道路交通狀況等數據，因而調節及善用社區的資源，實現節能減排，減低「環境足跡」，提升環境的可持續性。
公共交通管理和監測及電子道路收費系統，均能應用於交通繁忙的地區，有助改善和紓緩道路擠塞的問題，實踐「智慧流動」。公共交通管理和監測能向車主提供實時數據，避免車主將車輛駛入擠塞的路段，提升城市運輸效率。電子道路收費系統則是以用者自付原則減低非必要的交通需求，從而改善地區性交通擠塞及空氣質素。

## 倡建設無障礙智慧城市
2023年10月，香港的社福機構倡議建立無障礙智慧城市，其中包括以下內容：
1. 要求所有政府部門、資助機構和社福機構的網站，達到W3C國際標準的無障礙網站建設，並加大宣傳推動企業設立無障礙網站。
2. 增加津貼，鼓勵殘障人士使用數碼及康復創科產品，例如以聲音或眼球控制的開關門、電器、電腦、手機等。
3. 建議政府在建設智慧城市的設計階段時預先諮詢殘障人士及相關機構的意見，並預設必須達到無障礙水平。
4. 優化線上地圖導航功能，顯示實時變動，包括封路、修路、地下工程等，並建議交通機構提供更多無障礙功能，例如在港鐵手機應用程式中增加無障礙功能，並在地鐵站內利用室內定位系統（如iBeacon）等。
5. 增撥資源進行公眾教育及社區推廣，並為不同行業舉辦工作坊及流動社區展覽，讓從業人員了解資訊通達的重要性。
6. 建議政府部門及公營服務機構提供文字查詢熱線，以及視像手語翻譯服務，以便利聾人的溝通聯絡及查詢，並整合政府現有的應用程式，如一站通、智方便及為聾人設立的992緊急短訊求助服務等。
7. 建議政府與非牟利機構合作，建立視障人士科技支援專線，以協助殘障人士提升他們的科技運用能力，並提供相關的支援和指導。

香港傷健共融網絡表示，殘障人士在出行方面遇到許多不便，而對他們的支援卻非常有限。他們期望能夠加強交通方面的無障礙功能，例如在手機應用程式中增加無障礙功能以及優化線上地圖的導航功能。聾人機構「龍耳」創辦人邵日贊指出，聾人在前往警署求助、報案或就醫時，視像手語翻譯可以幫助分流案件並減少手語翻譯員的地區往來時間。他建議政府研究提供視像手語翻譯服務。

## 研究期刊
- 英国智慧城市期刊 - IET Smart Cities Journal[14]

## 外部連結
- 香港智慧城市藍圖  （页面存档备份，存于）